# Gare de Nantes-Legé
Pour les articles homonymes, voir Gare de Legé (homonymie).
La gare de Nantes-Legé, communément appelée gare de Legé (ce qui prête à confusion avec l'ancienne gare de la commune de Legé), est une gare ferroviaire française disparue de la ligne de Nantes à Legé, qui était située le long de l'actuelle avenue de la Gare-de-Legé dans l'actuel quartier de l'île de Nantes, sur le territoire de la commune de Nantes, dans le département de la Loire-Inférieure. Elle était gérée par la Compagnie française de chemins de fer à voie étroite.

## Situation ferroviaire
La gare de Nantes-Legé, établie à 8 mètres d'altitude, la gare de Nantes-Legé est le terminus nord de la ligne de Nantes à Legé, avant la gare rezéenne de Pont-Rousseau.

## Histoire
La gare est construite dans le cadre de la création de la ligne ferroviaire à voie métrique menant à Legé en limite sud du département, exploitée par la Compagnie française de chemins de fer à voie étroite, dont le siège est à Paris. La gare de Legé abrite la direction de la ligne. Le site choisi, qui couvre 1,03 hectare, se trouve sur la Prairie d'Aval, une île de Loire bordée par le bras de Pirmil au sud et par la boire (ou bras) des Récollets au nord. On y accède par le boulevard Victor-Hugo, qui est, tout au long de l'activité de l'établissement, desservie par le tramway. L'exploitation de la gare, délimitée à l'ouest par les rails de la ligne de Nantes-État à Pornic, commence le 28 août 1893,.
L'ensemble est constitué d'un bâtiment de voyageurs, d'un hall, de bureaux et de trois groupes de voies couvertes qui servent d'ateliers d'entretien, de remises pour le matériel remorqué, et de remises pour locomotives (à l'ouverture, la gare pouvait accueillir six de ces dernières, dix par la suite). Le site dispose également d'une cuve à eau de 20 m3 et de grues hydrauliques. Parmi les équipements ajoutés par la suite figure un quai à bestiaux, le fret agricole représentant une part importante de l'activité de la gare. Une voie annexe longe la boire des Récollets, facilitant la connexion avec le fret fluvial.
Les lignes de la compagnie gestionnaire souffrent de la concurrence du car à partir du début des années 1930. La gare de Legé ferme le 1er mai 1935, et est démolie par la suite.